# كيم ريهولت
كيم ستيفن باردروم ريهولت (مواليد 19 يونيو 1970) أستاذ في علم المصريات بجامعة كوبنهاغن ومتخصص في التاريخ والأدب المصري.  

## بردية قائمة الملوك بتورينو
يعتبر ريهولت  كباحث رئيسي في دراسة بردية تورينو ، بعد أن فحص الوثيقة شخصيًا مرتين ؛ نشر تفسيرات جديدة وأفضل لهذه الوثيقة التالفة من ورق البردي في كتابه (الوضع السياسي في مصر خلال الفترة الانتقالية الثانية) عام 1997 وفي ورقة بحثية بعنوان "الدولة القديمة المتأخرة في قائمة تورين للملوك وهوية نيتوكريس" ،  ونشر مناقشة تفصيلية عن طبيعة الوثيقة.  تشير بعض التقارير أن ريهولت ينوي نشر دراسته لقائمة تورين للملوك في المستقبل القريب. 